# Strictly Rhythm
Strictly Rhythm est un label de musique house fondé en 1989 à New York par Mark Finkelstein et Gladys Pizarro. De nombreux artistes majeurs de la scène house (par exemple Masters at Work, Kerri Chandler, Erick Morillo, Roger Sanchez, Armand Van Helden, Todd Terry, Mood II Swing, Dave Lee, DJ Pierre, Brothers of Peace et Wayne Gardiner) ont sorti des morceaux sur ce label.
Strictly Rhythm possède plusieurs sous-labels, tel Henry Street Music et Groovilicious.
En 2006, le label anglais Defected entreprend la réédition d'une centaine de maxis vinyles de Strictly Rhythm. En 2007, de nouveaux morceaux sortent chez Strictly Rhythm.

## Artistes
- Armand Van Helden
- Barbara Tucker
- Brothers Of Peace (B.O.P.)
- Colonel Abrams
- Crystal Waters
- David Morales
- DJ Pierre
- DJ Sneak
- Erick Morillo
- George Morel
- Dave Lee alias Joey Negro
- Josh Wink
- Kenny "Dope" Gonzalez
- Kerri Chandler
- Kings Of Tomorrow
- Little Louie Vega
- Wayne Gardiner
- Masters At Work
- Maurice Joshua
- Mood II Swing
- Osunlade
- Reel 2 Real
- Roger Sanchez
- Roy Davis Jr.
- Sandy Rivera
- Satoshi Tomiie
- Todd Terry
- Ultra Naté
- Wamdue Project